# Armin Schuster
Armin Schuster (* 20. května 1961 Andernach) je saský politik za CDU. Od roku 2022 je saským státním ministrem vnitra, předtím zastával v letech 2009 až 2020 funkci poslance Německého spolkového sněmu.

## Studium a zaměstnání
Schuster navštěvoval v letech 1980 až 1983 Spolkovou univerzitu pro veřejnou správu v Kolíně nad Rýnem a Lübecku. V letech 1983 až 1986 pracoval pro Spolkovou pohraniční policii v Braunschweigu. Mezi lety 1986 až 1992 studoval ekonomii na Dálkové univerzitě v Hagenu a poté pokračoval na Německé policejní škole v Münsteru. Zároveň v letech 1985 až 1989 působil na spolkovém ministerstvu vnitra. Po vystřídání různých odborných pozic byl v letech 1999 až 2002 docentem na Spolkové univerzitě pro veřejnou správu v Lübecku. Poté byl zástupcem vedoucího Spolkového policejního úřadu ve Frankfurtu nad Odrou. V letech 2004 až 2009 působil Schuster jako policejní ředitel Spolkové policejní inspekce ve Weilu am Rhein.

## Politika
Schuster je od roku 1987 členem CDU. V letech 2009 až 2012 byl místopředsedou a v letech 2012 až 2018 předsedou okresního sdružení CDU Lörrach. Během německé uprchlické krize byl od roku 2015 Schuster jedním z nejvýznamnějších stranických kritiků kancléřky Angely Merkelové.
Roku 2009 získal Armin Schuster přímý poslanecký mandát v Německém spolkovém sněmu za volební okres Lörrach – Müllheim. Přímý poslanecký mandát v tomto volebním obvodu obhájil i během následujících voleb v letech 2013 a 2017. Na funkci poslance rezignoval v listopadu 2020 v souvislosti s uvedení do funkce prezidenta Spolkového úřadu pro civilní ochranu a pomoc při katastrofách.
V dubnu 2022 nastoupil do funkce saského státního ministra vnitra v druhé vládě Michaela Kretschmera. V této funkci pokračuje také ve třetí Kretschmerově vládě.

## Osobní život
Schuster je ženatý a s manželkou má dospělou dceru. Žije ve Weilu am Rhein a v Drážďanech. Je římskokatolického vyznání.